# 蔡强康
蔡强康（1921年3月—2011年11月23日），男，江苏泰兴人，中华人民共和国工程力学专家/政治人物，中国石油大学（北京）机械工程系教授，曾任山东省政协副主席，第七、八届全国政协委员。